# Buick Terraza
Buick Terraza (Бьюик Терраса) — минивэн, который  производился с 2004 по 2007 год американской компанией Buick, подразделением корпорации General Motors.
Terraza вместе с моделями Rendezvous и Rainier формировал ряд премиальных автомобилей Buick универсального применения, комфортабельных и роскошных как седаны. Располагаясь в верхней части соответствующего сегмента рынка, этот минивэн должен был привлекать новых покупателей в автосалоны компании. Название модели было выбрано после проведения ряда опросов, которые подтвердили, что оно ассоциируется с просторным и мощным люксовым автомобилем. Осенью 2004 года Terraza поступил в продажу.

## Описание

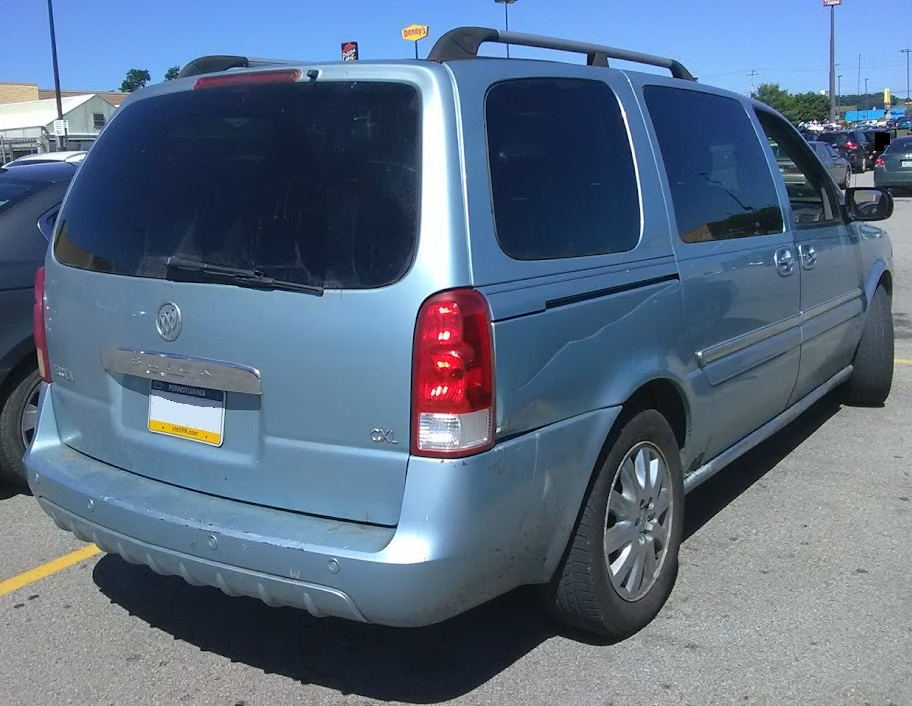

Кузов автомобиля был приспособлен для восприятия реальных аварий. Он был усилен вставками из высокопрочной стали,  а вытянутый передок создавал необходимую зону смятия, защищая салон при лобовом столкновении. Фронтальные подушки безопасности с двухступенчатым раскрытием устанавливались стандартно, боковые можно было заказать отдельно. Все сиденья оборудовались ремнями безопасности с преднатяжителями, а на втором ряду были установлены скобы для крепления детских кресел (LATCH).
Роскошный семиместный салон с декоративными вставками под дерево и из хромированной стали имел по два отдельных кресла в первом и втором ряду, а на сплошном диване третьего ряда размещались трое. Сзади имелся багажник объёмом 762 литра. Спинки третьего ряда сидений можно было сложить в пропорции 50/50 и перевозить длинные грузы. Или же сложить ряд полностью, тогда объём багажника увеличивался до 2097 литров, а при всех сложенных сиденьях в автомобиль вмешалось до 3865 литров багажа. На потолке салона располагались специальные направляющие, по которым могла перемещаться мультимедийная система, проигрыватель DVD, например. На них, также можно было установить очечник, аптеку или ёмкость для хранения.
Автомобиль оборудовался шестицилиндровым двигателем, состыкованным с автоматической трансмиссией и мог быть как переднеприводным, так и полноприводным. В последнем случае, задние колёса подключались автоматически, без участия водителя, и крутящий момент между ними распределялся в соответствии с условиями сцепления каждого колеса.
Передняя и задняя независимые подвески обеспечивали высокую плавность хода и стабильное поведение автомобиля в скоростных поворотах. Задние амортизаторы со встроенными пневмобаллонами были предназначены для поддержания на постоянной высоте уровня пола. Все модели стандартно оборудовались системой контроля устойчивости движения (StabiliTrak).
С 2005 года, в качестве опции стали предлагать более мошной двигатель. Со следующего года он стал единственным стандартным. Этот мотор мог работать как на обычном бензине, так и на биотопливе (E85). Полноприводная версия была исключена из гаммы моделей.
| Двигатели и трансмиссия | Двигатели и трансмиссия          | Двигатели и трансмиссия     | Двигатели и трансмиссия                    | Двигатели и трансмиссия | Двигатели и трансмиссия      |
| ----------------------- | -------------------------------- | --------------------------- | ------------------------------------------ | ----------------------- | ---------------------------- |
| Двигатель               | Мощность, л. с./ обороты, об/мин | Момент, Нм/ обороты, об/мин | Трансмиссия                                | Годы                    | Применяемость                |
| V6 3.5 (3500)           | 200/5200                         | 298/4400                    | Четырёхступенчатая автоматическая (4L65-E) | 2004                    | Стандартно                   |
| V6 3.5 (3500)           | 201/5600                         | 293/4000                    | Четырёхступенчатая автоматическая (4L65-E) | 2005                    | Стандартно (передний привод) |
| V6 3.5 (3500)           | 196/5600                         | 289/3200                    | Четырёхступенчатая автоматическая (4L65-E) | 2005                    | Стандартно (полный привод)   |
| V6 3.9 (3900)           | 235/5600                         | 298/3200                    | Четырёхступенчатая автоматическая (4L65-E) | 2005                    | Опция                        |
| V6 3.9 (LZ9/LGD)        | 240/6000                         | 325/4800                    | Четырёхступенчатая автоматическая (4L65-E) | 2006—2007               | Стандартно                   |

| Продажи в США | Продажи в США |
| ------------- | ------------- |
| Год           | Количество    |
| 2004          | 2137          |
| 2005          | 20 288        |
| 2006          | 11 948        |
| 2007          | 5569          |
| 2008          | 544           |